# 尾状核
尾状核（英語：caudate nucleus）是位于许多动物大脑基底核内的一个核。尾状核也是大脑学习与记忆系统的一个重要部分。

從不同的角度觀看紅色尾狀核的位置。

早期研究指出，这个脑区对目标导向行为很重要。强迫症患者过度习惯的养成，与尾状核超活化相关。尤其是与正常对照组及没有形成习惯的强迫症患者相比，患者的强迫行为形成习惯时，可观察到较大的尾状核激活。强迫症患者的尾状核体积比正常人要小，而且会逐渐减小。

## 附加图像

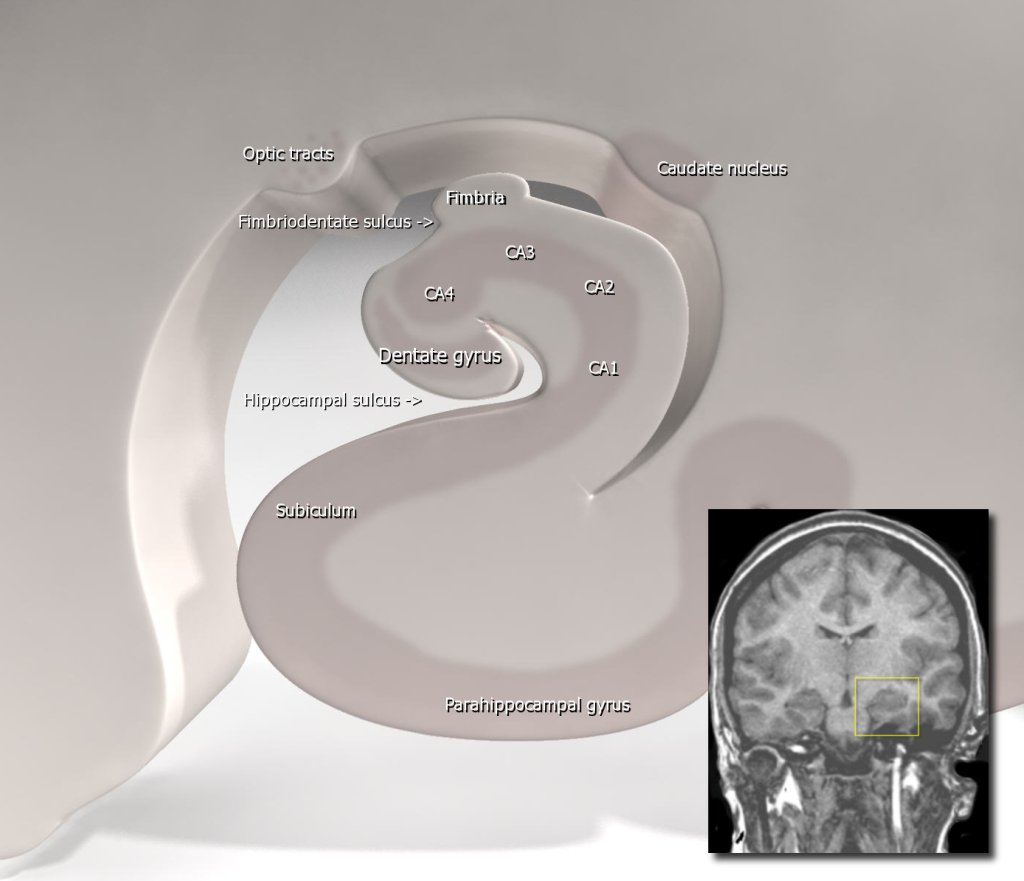
海马图解
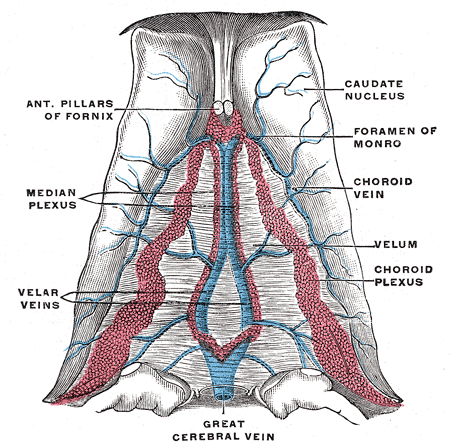
中间帆
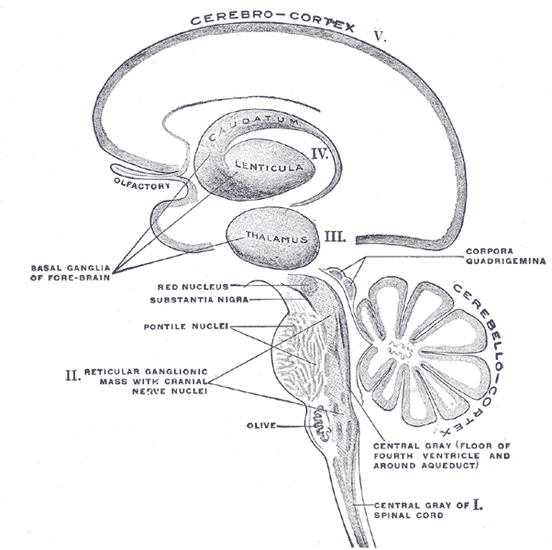
基底核分类图示（Ⅰ到Ⅴ）